# 薩倫球場
薩倫球場（英語：Sahlen Field）是美國紐約州水牛城的一個棒球場。該場館最初被稱為試點場（Pilot Field），此後被命名為市區棒球場（Downtown Ballpark）、北美洲護理球場（North AmeriCare Park）、鄧恩輪胎球場（Dunn Tire Park）和可口可樂球場（Coca-Cola Field）。它於1988年4月14日開業，是美國職棒小聯盟3A東區水牛城水牛隊的所在地，可容納多達16,600人，使其成為美國容量最高的3A棒球場。
它也是多倫多藍鳥在2020年美國職棒大聯盟球季使用的主場。

## 歷史
1877年，布法羅開始舉辦職業棒球比賽，當時聯盟聯盟的布法羅野牛隊開始在里弗賽德公園（Riverside Park）比賽。[12]在水牛城野牛（IA）加入了國際協會的專業基本的球球員在1878年贏得聯賽冠軍的第一個賽季。
然後，布法羅野牛隊（NL）於1879年叛逃到美國職棒大聯盟全國聯盟。野牛隊在1884賽季之前搬到了奧林匹克公園，並在1885賽季之後離開了美國職棒大聯盟，並以水牛野牛隊的身份加入了東部聯盟。

## 著名活動

### 棒球
第一場美國職棒大聯盟比賽於2020年8月11日舉行，多倫多藍鳥隊在額外比賽中以5比4擊敗邁阿密馬林魚隊。該賽事在Sportsnet上進行了直播，並在MLB網絡上進行了轉播。

## 交通
場內公開通過提供塞內卡站的布法羅輕軌。它也通過私下擔任布法羅交易所街車站的美鐵。
布法羅都會區提供包括Uber和Lyft在內的汽車租賃服務。